# Jessie Wessel

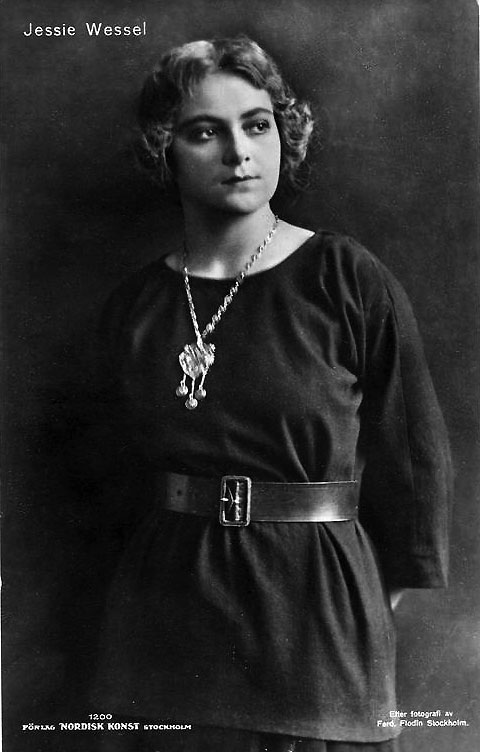
Jessie Wessel i pjäsen Fanvakt 1919.

Jessie Nilsina Wessel, född 13 april 1894 i Linköping, död 23 augusti 1948 i Stockholm, var en svensk skådespelare.

## Biografi
Jessie Wessel var dotter till Maria Osberg och Nils Wessel.
Wessel studerade efter studentexamen i Stockholm 1914 vid Dramatens elevskola 1914–1916 och debuterade redan under studietiden på Dramatens scen som Bertha i Fadren. År 1918 betecknades hon i tidskriften Hela världen som Dramatens nya "ingenue" och som den som med tiden torde "kunna upptaga den mantel, som hängdes åt sidan, när fröken Anna Flygare blev fru Stenhammar".
Jessie Wessel tillhörde Dramatens ensemble 1916–1929. Hon prisades bland annat för sin roll som Titania i Shakespeares En midsommarnattsdröm vid ett gästspel på Theater in der Josefstadt i Wien 1925.
Leif Furhammar har i sin bok Filmen i Sverige beskrivit Wessel som "mörk, svårmodig och med utstrålning av både över- och underjordisk härkomst."
Wessel gifte sig 1928 med direktören och konstsamlaren Fritz H. Eriksson. De är begravda på Bromma kyrkogård i Stockholms län.

## Filmografi
- 1920 – Gyurkovicsarna
- 1920 – Thora van Deken
- 1921 – Högre ändamål
- 1921 – Vallfarten till Kevlaar
- 1923 – Hälsingar
- 1924 – Flickan från Paradiset
- 1925 – Två konungar
- 1928 – Stormens barn
- 1928 – Ådalens poesi
- 1930 – Hjärtats röst

## Teater

### Roller (ej komplett)
| År   | Roll                   | Produktion                                              | Regi           | Teater   |
| ---- | ---------------------- | ------------------------------------------------------- | -------------- | -------- |
| 1915 | Thérès Desmignères     | Äventyret Gaston Arman de Caillavet och Robert de Flers | Karl Hedberg   | Dramaten |
| 1919 | Colombine              | Pierrots drama Sil-Vara                                 | Anders de Wahl | Dramaten |
| 1919 | Anina                  | Fanvakt Otto Rung                                       | Tor Hedberg    | Dramaten |
| 1919 | Fru de Machault        | Äventyret Gaston Arman de Caillavet och Robert de Flers | Karl Hedberg   | Dramaten |
| 1920 | Caro Sundt             | Paradsängen Gunnar Heiberg                              | Karl Hedberg   | Dramaten |
| 1920 | Fru de Brionne         | Låt oss skiljas Victorien Sardou och Émile de Najac     | Karl Hedberg   | Dramaten |
| 1921 | Ellie                  | Villa Hjärtedöd George Bernard Shaw                     | Karl Hedberg   | Dramaten |
| 1922 | Elisabeth              | Cirkeln W. Somerset Maugham                             | Gustaf Linden  | Dramaten |
| 1923 | Cecily Cardew          | Mister Ernest Oscar Wilde                               | Gustaf Linden  | Dramaten |
| 1923 | Adéle                  | Schopenhauer Mikael Lybeck                              | Olof Molander  | Dramaten |
| 1923 | Fru Wahrendorff        | Sköldpaddskammen Richard Kessler                        | Karl Hedberg   | Dramaten |
| 1923 | Lady Catherine Lasenby | Den beundrandsvärde Crichton J. M. Barrie               | Karl Hedberg   | Dramaten |
| 1924 | Berta                  | Äventyrens värld Christian Günther                      | Karl Hedberg   | Dramaten |
| 1925 | Astrid                 | Swedenhielms Hjalmar Bergman                            | Gustaf Linden  | Dramaten |
| 1926 | Frida                  | Henrik IV Luigi Pirandello                              | Gustaf Linden  | Dramaten |
| 1926 | Fay Collen             | Storstädning Frederick Lonsdale                         | Olof Molander  | Dramaten |
| 1927 | Fortunio               | Ljusstaken Alfred de Musset                             | Olof Molander  | Dramaten |
| 1928 | Madeleine              | Diktatorn Jules Romains                                 | Per Lindberg   | Dramaten |